# Kontorhaus Stubbenhuk

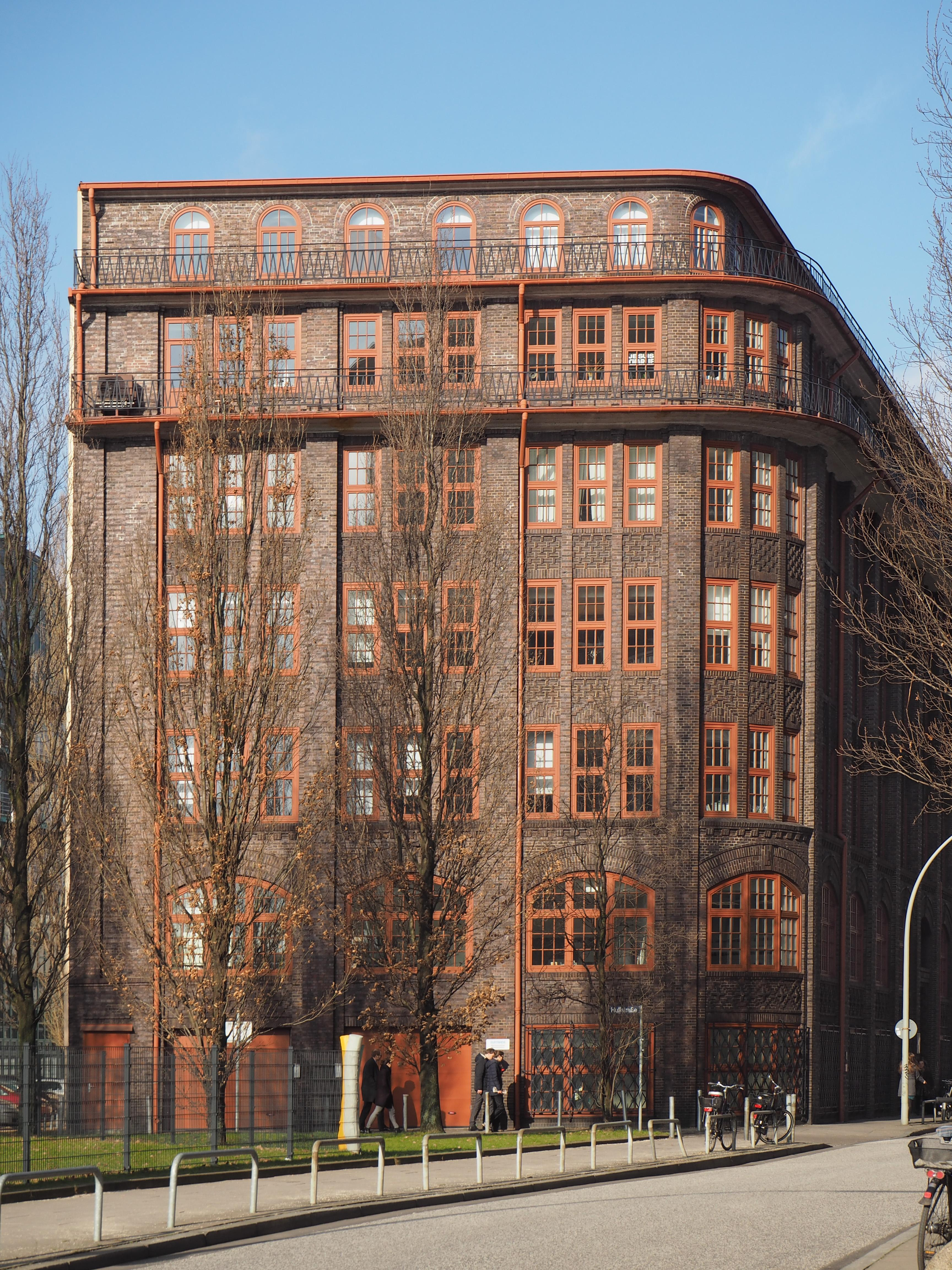
Kontorhaus Stubbenhuk

Das Kontorhaus Stubbenhuk mit der Anschrift Stubbenhuk 10 ist ein historisches Bürogebäude in der Hamburger Neustadt. Das auch als Getreideheberhaus bekannte Gebäude wurde 1923 bis 1925 errichtet. Es zählt – wie die Backsteinbauten im Kontorhausviertel – zu den neuen Kontorhäusern der 1920er Jahre. Am 7. September 1983 wurde es in die Hamburger Denkmalliste aufgenommen (Aktuelle ID: 11987).

## Allgemeines
Es handelt sich um einen siebengeschossigen, mit Oldenburger Klinkern verblendeten Eisenbetonbau. Bei derartigen Kontorhäusern können die Innenräume flexibel gestaltet werden. Da die Decken auf einem Rahmenwerk aus Eisenbeton ruhen, bedarf es keiner tragenden Innenwände.
Der Bauherr war die Getreideheber GmbH, der Architekt Wilhelm Lemm aus Hamburg. Der umbaute Raum beträgt 17.000 m3, die vermietbare Fläche 3730 m2.

## Äußerer Bau
Das Bauwerk ist geprägt vom Baustil der neuen Sachlichkeit und des Expressionismus der 1920er Jahre. Es ist durch die Stahlbetonträger vertikal gegliedert. Zwischen Lisenen sind in den mittleren Geschossen jeweils drei Rechteckfenster angeordnet, deren Fensterbrüstungen sind mit Ziermauerwerk versehen. Im Kellergeschoss und im Hauptgeschoss hat man stattdessen je ein großes Fenster eingesetzt, wobei die Kellerfenster vergittert und die Hauptgeschossfenster durch Segmentbögen hervorgehoben sind.
Die beiden oberen Geschosse mit umlaufender Galerie sind staffelartig zurückversetzt. Nach oben schloss ursprünglich ein Walmdach an, das jetzt durch ein Flachdach ersetzt ist.

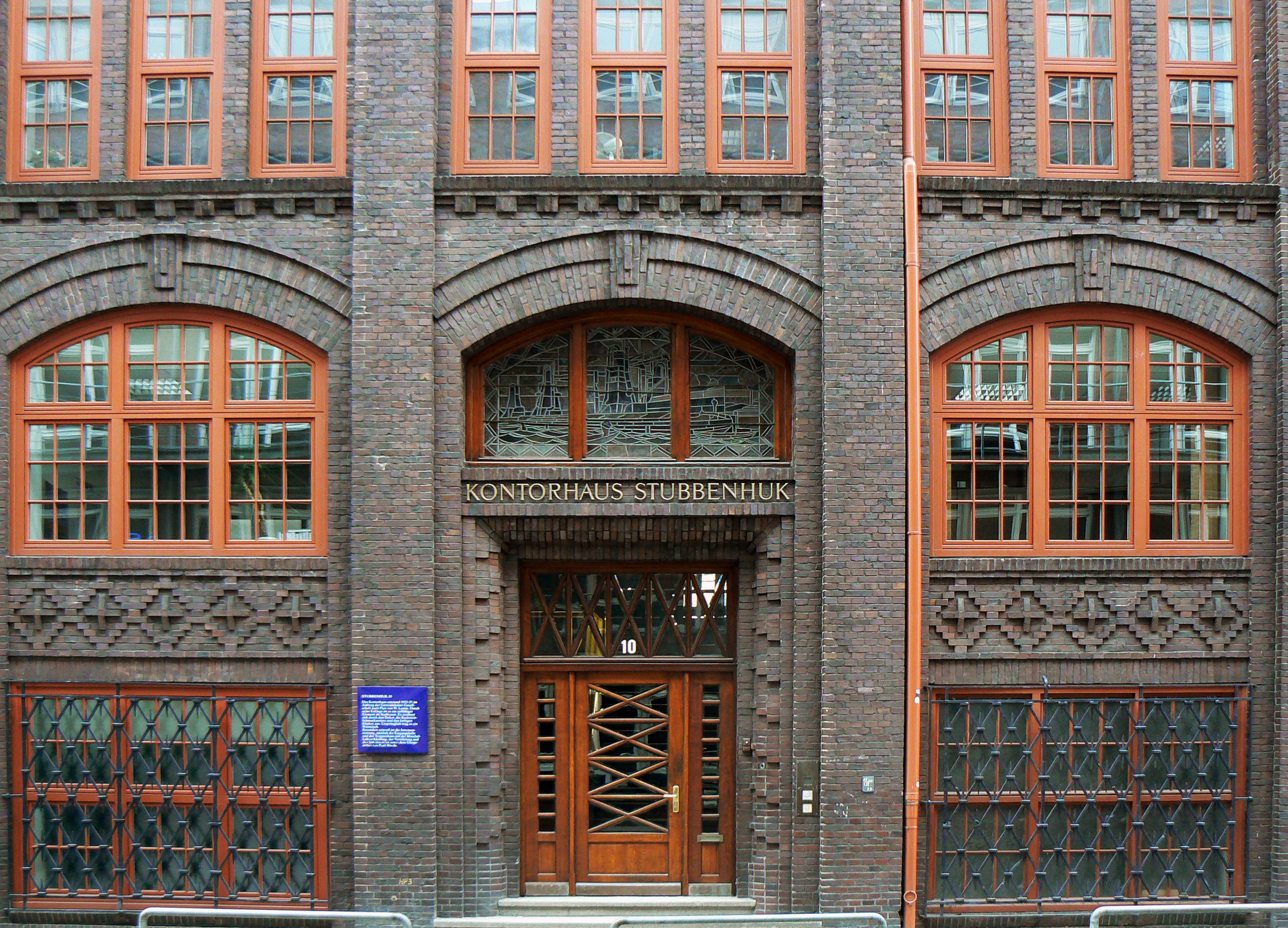
Eingangsbereich
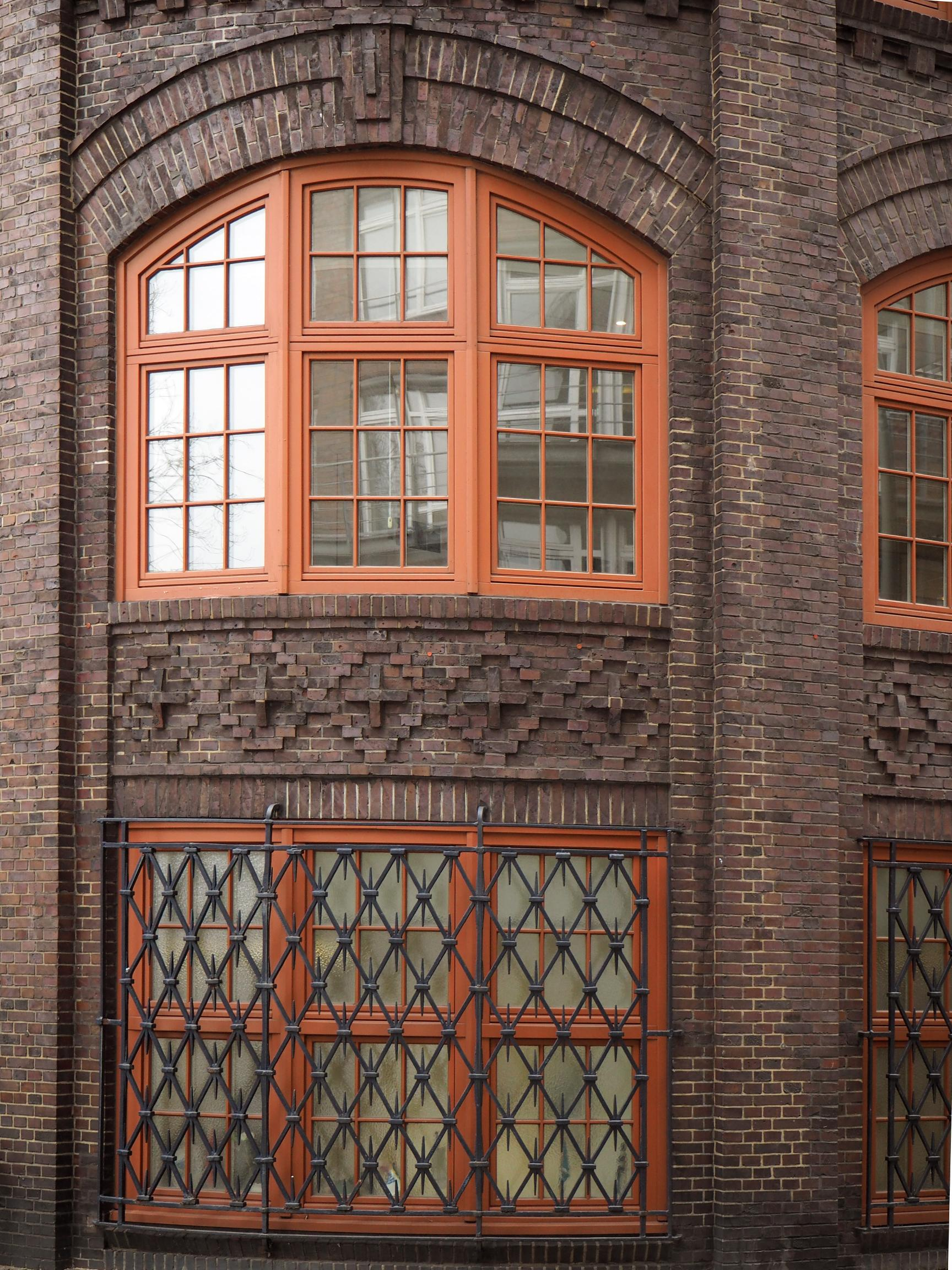
Detail Fenster

## Inneres
Durch den Haupteingang gelangt man zunächst in einen in Muschelkalk scharrierten Windfang. Wendet man sich zurück zum Eingang, sieht man über der Tür ein Glasgemälde. Es wurde von Paul Wolde entworfen und vom Glasmaler John Nickelsen ausgeführt. Dargestellt ist der Betrieb von schwimmenden Getreidehebern im Hafen. Unten finden sich die Initialen „GHG“ der Getreideheber-Gesellschaft. Leider ist der Künstler auf der blauen Informationstafel am Eingang fälschlich als Paul Wrode angegeben.
Das Treppenhaus ist reich vertäfelt, die Geländer sind mit Schnitzereien verziert. Ursprünglich verband ein Paternosteraufzug die Geschosse. Er ist durch einen Fahrstuhl ersetzt worden.

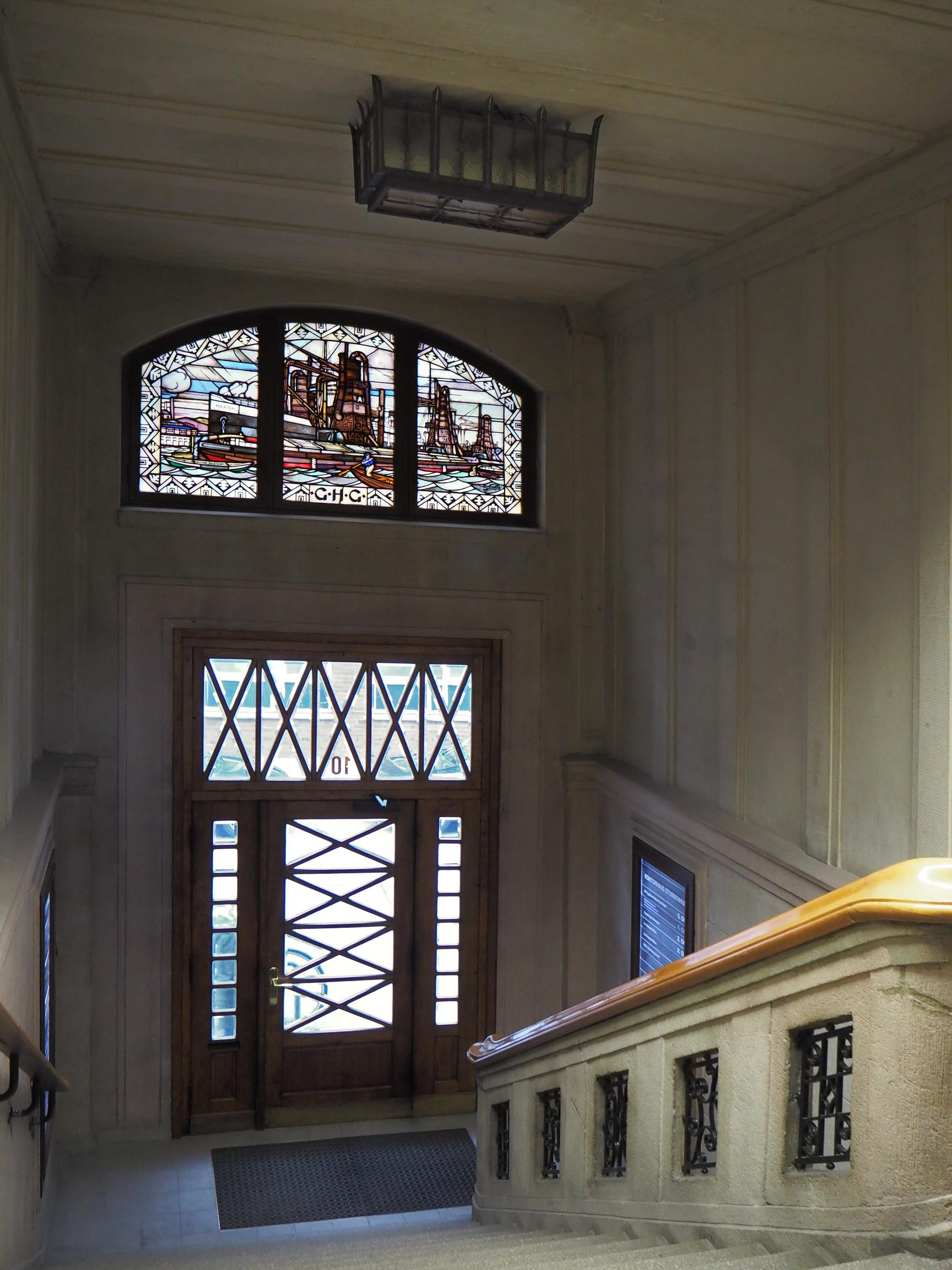
Eingangsbereich innen
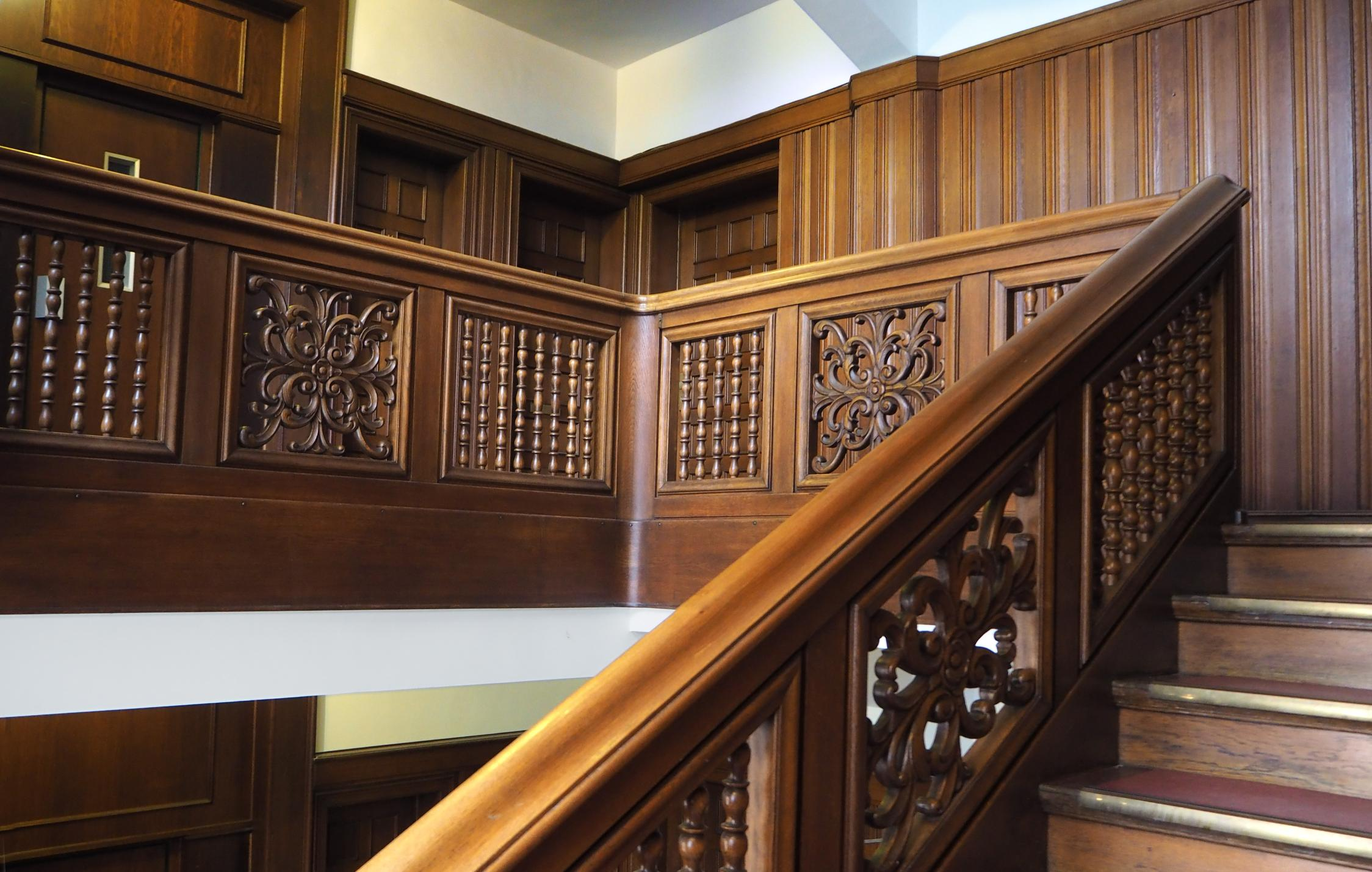
Treppenhaus

## Nutzung
Von 1986 bis 2007 hatte die Fairplay Reederei im Stubbenhuk-Haus ihren Sitz. Seither ist die G+J Immobilien GmbH & Co. KG Eigentümerin. Neben wenigen anderen Firmen nutzt Gruner + Jahr den größten Teil der Innenräume. Seit 2007 ist hier der Sitz der Henri-Nannen-Schule für Journalisten, die von Gruner + Jahr, dem Zeit-Verlag und dem Spiegel-Verlag getragen wird (Stand 2015).